# Tokiwa Mišima
Tokiwa Mišima (japonsky 三島 常盤 Mišima Tokiwa, 1854–1941) byl významný japonský fotograf. Jeho studentem byl renomovaný japonský portrétní a komerční fotograf Aizó Morikawa.